# Các phiên bản của Windows XP
Windows XP là một hệ điều hành phổ biến của Microsoft Windows. Nó được phát hành với hai phiên bản: Home Edition và Professional. Chỉ Professional là phiên bản tăng lên giá của Home Edition và phát hành từ năm 2001, sau khi phiên bản này được bán ra giá lẻ của Microsoft. Những phiên bản đó chỉ có doanh nghiệp dành cho trung tâm doanh nghiệp Microsoft Windows lẻ ra Windows Vista, phát triển phần mềm hay văn phòng từng thời kì. Tất cả phiên bản đó được hỗ trợ nền tảng CPU x64 hoặc x86.
Những tính năng tất cả phiên bản của Windows XP sau kể cả từ ngày 25 tháng 10 năm 2001, cho Microsoft được lưu trữ các chính thức hỗ trợ sau khi phiên bản kết thúc vào ngày 8 thàng 4 năm 2014 do lẻ ra bán của Home Edition, chỉ Windows Embedded POSReady 2009 là khác ra của Windows XP hoặc Windows XP Embedded, sau đến ngày 31 tháng 10 năm 2001, Microsoft công bố về Windows XP có phiên bản là Windows Fundamentals for Legacy PCs.
Từ ngày 8 tháng 4 năm 2014, Microsoft ngừng phiên bản hỗ trợ sau khi Windows XP bị chính thức kết thúc hỗ trợ (ngoại trừ hết cả phiên bản vào ngày 9 tháng 4 năm 2014)

#### Windows XP Media Center Edition

Ảnh chụp màn hình Windows Media Center trên Windows XP

Windows XP Media Center Edition là một phiên bản được phát hành ra Windows Media Center 2002. Nó là ra bán lẻ dành cho trung tâm doanh nghiệp và phát triển ở văn phòng được sản xuất vào ngày 4 tháng 9 năm 2002 và đã phát hành vào tháng 10 năm 2002. Windows XP Media Center Edition 2005 là phiên bản thứ nhất của loại nhân hybrid trước ra mắt Windows XP.
Windows XP Home Edition
Windows XP Home Edition là phiên bản bán lẻ của phiên bản Professional và phát triển của Windows XP trong trung tâm doanh nghiệp. Nó là phiên bản lẻ của Professional sau khi được ra mắt vào năm 2001, nó là phiên bản chính thức của Vista Home Basic.

#### Windows XP Professional
Windows XP Professional là phiên bản thứ nhất phổ biển của Microsoft Windows. Nó phát hành trước Windows XP vào ngày 25 tháng 10 năm 2001 và là bán lẻ CPU x86 và x64 trong thời kì của trung tâm doanh nghiệp, nó không phải là Embedded chỉ có là bán ra của doanh nghiệp hoặc trung tâm doanh nghiệp của Windows XP Professional x64 Edition.
Người dùng Windows 2000 hoặc Windows ME phải nâng cấp Windows XP trước chính thức kết thúc, ngôn ngữ giống nhau gồm những ngôn ngữ khác. Windows XP cần thiết lập trên các văn phòng tức xóa hệ điều hành cũ, Windows Easy Transfer là chuyển các phần gì đó cho Windows 7 hoặc Family Pack ở Mỹ.

### Khả năng tương tích khi nâng cấp
Có một cách để nâng cấp lên Windows XP có phiên bản mới hơn:
- Cài đặt tại chỗ có Upgrade trong những cài đặt có thể bị loại lỗi ra phiên bản cũ. Khi nâng cấp từ Windows cũ trở lên, phiên bản đó sẽ ngừng hết hỗ trợ để nâng cấp lên Windows XP.

Bảng dưới đây cho thấy những phiên bản Windows XP được cài đặt tại chỗ. Chú ý rằng nâng cấp tại chỗ chỉ có thể thực hiện khi phiên bản Windows cũ, nếu nâng cấp từ 32-bit lên 64-bit hay xuống 64-bit lên 32-bit thì bắt buộc phải cài đặt mới.
| Phiên bản Windows được nâng cấp | Professional | Media Center Editon | Home Edition |
| ------------------------------- | ------------ | ------------------- | ------------ |
| 2000 Professional               | Tại chỗ      | Tại chỗ             | Mới          |
| 2000 Advanced Server            | Tại chỗ      | Mới                 | Tại chỗ      |
| 2000 Server                     | Mới          | Mới                 | Tại chỗ      |
| ME                              | Tại chỗ      | Tại chỗ             | Tại chỗ      |

| Tính năng                                           | Home Edition | Professional  | Media Center Edition | Tablet PC Edition |
| --------------------------------------------------- | ------------ | ------------- | -------------------- | ----------------- |
| Chương trình cấp phép                               | OEM          | Bán lẻ và OEM | Volume licensing     | Volume iicensing  |
| Bộ nhớ truy cập ngẫu nhiên tối thiểu (RAM) (32-bit) | 8 GB         | 2 GB          | 3 GB                 | Không có          |
| Bộ nhớ truy cập ngẫu nhiên tối đa (RAM) (64-bit)    | Không có     | 2 GB          | 4 GB                 | 2 GB              |
| Số CPU tối đa                                       | 1            | 1             | 2                    | 1                 |
| Hyper-V                                             | Có           | Có            | Không                | Không             |
| Phiên bản 64-bit                                    | Không        | Có            | Có                   | Không             |
| Hỗ trợ ACVD                                         | Có           | Có            | Có                   | Có                |
| Windows Media Center                                | Không        | Không         | Có                   | Không             |
| Windows Media Player                                | Có           | Có            | Có                   | Có                |
| Windows Parental Controls                           | Không        | Có            | Không                | Không             |
| Chia sẻ kết nối Internet                            | Không        | Không         | Không                | Có                |
| Windows XP Tour                                     | Có           | Có            | Không                | Có                |
| Chuyển giữa 37 ngôn ngữ có sẵn                      | Có           | Có            | Có                   | Có                |
| Đa màn hình                                         | Không        | Có            | Không                | Không             |
| Windows Firewall                                    | Có           | Có            | Không                | Có                |
| Windows Search                                      | Có           | Có            | Có                   | Có                |
| Windows Server Adminstrator                         | Không        | Không         | Có                   | Có                |
| Desktop Manager                                     | Có           | Có            | Không                | Có                |
| Tính năng                                           | Home Edition | Professional  | Media Center Edition | Tablet PC Edition |